# 佐野弘明
佐野 弘明（さの ひろあき）は、日本の音楽プロデューサー。株式会社ソニー・ミュージックエンタテインメント所属。

## 作品一覧

### テレビアニメ
- 2005年 ハチミツとクローバー - 音楽プロデューサー
- 2005年 Paradise Kiss - 音楽プロデューサー
- 2006年 怪 〜ayakashi〜 - 製作
- 2006年 獣王星 - 製作
- 2006年 ハチミツとクローバーII - 音楽プロデューサー
- 2006年 ケモノヅメ - 音楽プロデューサー
- 2006年 D.Gray-man - 音楽プロデューサー
- 2006年 働きマン - 音楽プロデューサー
- 2006年 バーテンダー - 音楽プロデューサー
- 2007年 のだめカンタービレ - 音楽プロデューサー
- 2007年 月面兎兵器ミーナ - 音楽プロデューサー
- 2007年 おおきく振りかぶって - 音楽プロデューサー
- 2007年 もやしもん - 音楽プロデューサー
- 2008年 墓場鬼太郎 - 音楽プロデューサー
- 2008年 図書館戦争 - 音楽プロデューサー
- 2008年 西洋骨董洋菓子店 〜アンティーク〜 - 音楽プロデューサー
- 2008年 美肌一族 - 音楽プロデューサー
- 2008年 のだめカンタービレ 巴里編 - 音楽プロデューサー
- 2009年 源氏物語千年紀 Genji - 音楽プロデューサー
- 2009年 東のエデン - 音楽プロデューサー
- 2009年 東京マグニチュード8.0 - 音楽プロデューサー
- 2009年 空中ブランコ - 音楽プロデューサー
- 2010年 のだめカンタービレ フィナーレ - 音楽プロデューサー
- 2010年 さらい屋 五葉 - 音楽プロデューサー
- 2010年 おおきく振りかぶって 〜夏の大会編〜 - 音楽プロデューサー
- 2010年 四畳半神話大系 - 音楽プロデューサー
- 2010年 屍鬼 - 音楽プロデューサー
- 2010年 海月姫 - 音楽プロデューサー
- 2011年 フラクタル - 音楽プロデューサー
- 2011年 放浪息子 - 音楽プロデューサー
- 2011年 C - 音楽プロデューサー
- 2011年 あの日見た花の名前を僕達はまだ知らない。 - 音楽プロデューサー
- 2011年 うさぎドロップ - 音楽プロデューサー
- 2011年 NO.6 - 音楽プロデューサー
- 2011年 UN-GO - 音楽プロデューサー
- 2011年 ギルティクラウン - 音楽プロデューサー
- 2012年 テルマエ・ロマエ - 音楽プロデューサー
- 2012年 ブラック★ロックシューター - 音楽プロデューサー
- 2012年 坂道のアポロン - 音楽プロデューサー
- 2012年 つり球 - 音楽プロデューサー
- 2012年 もやしもん リターンズ - 音楽プロデューサー
- 2012年 夏雪ランデブー - 音楽プロデューサー
- 2012年 PSYCHO-PASS サイコパス - 音楽プロデューサー
- 2012年 ROBOTICS;NOTES - 音楽プロデューサー
- 2013年 ポケットモンスター ベストウイッシュ シーズン2 - 音楽プロデューサー（第39話 - 第60話）
- 2013年 サムライフラメンコ - 音楽プロデューサー
- 2013年 ポケットモンスター XY - 音楽プロデューサー
- 2014年 銀の匙 Silver Spoon（第2クール） - 音楽プロデューサー
- 2014年 ピンポン THE ANIMATION - 音楽プロデューサー
- 2014年 龍ヶ嬢七々々の埋蔵金 - 音楽プロデューサー
- 2014年 残響のテロル - 音楽プロデューサー
- 2014年 PSYCHO-PASS サイコパス 2 - 音楽プロデューサー
- 2014年 四月は君の嘘 - 音楽プロデューサー
- 2015年 冴えない彼女の育てかた - 音楽プロデューサー
- 2015年 パンチライン - 音楽プロデューサー
- 2015年 乱歩奇譚 Game of Laplace - 音楽プロデューサー
- 2015年 すべてがFになる THE PERFECT INSIDER - 音楽プロデューサー
- 2015年 ポケットモンスター XY&Z - 音楽プロデューサー
- 2016年 僕だけがいない街 - 音楽プロデューサー
- 2016年 甲鉄城のカバネリ - 音楽プロデューサー
- 2016年 バッテリー - 音楽プロデューサー
- 2016年 舟を編む - 音楽プロデューサー
- 2016年 ポケットモンスター サン&ムーン - 音楽プロデューサー
- 2017年 冴えない彼女の育てかた♭ - 音楽プロデューサー
- 2017年 DIVE!! - 音楽プロデューサー
- 2017年 いぬやしき - 音楽プロデューサー
- 2017年 3月のライオン（第2シリーズ） - 主題歌協力
- 2018年 恋は雨上がりのように - 音楽プロデューサー
- 2018年 レイトン ミステリー探偵社 〜カトリーのナゾトキファイル〜 - 主題歌協力
- 2018年 ゴールデンカムイ - 主題歌協力
- 2018年 ヲタクに恋は難しい - 音楽プロデューサー
- 2019年 MIX - 音楽協力
- 2019年 ノー・ガンズ・ライフ - 主題歌協力
- 2019年 PSYCHO-PASS サイコパス 3 - 製作、音楽プロデューサー
- 2019年 ポケットモンスター（2019年版） - 主題歌プロデュース
- 2020年 22/7 - 企画協力
- 2020年 ガル学。〜聖ガールズスクエア学院〜 - 企画
- 2020年 ねこねこ日本史（第5シリーズ） - 企画
- 2021年 ワンダーエッグ・プライオリティ - 主題歌協力

### OVA
- 2012年 るろうに剣心 -明治剣客浪漫譚- 新京都編 - 音楽プロデューサー

### アニメ映画
- 2007年 河童のクゥと夏休み - 製作委員会
- 2009年 東のエデン 劇場版I The King of Eden - 音楽プロデューサー
- 2010年 東のエデン 劇場版II Paradise Lost - 音楽プロデューサー
- 2010年 カラフル - プロデューサー
- 2011年 UN-GO episode:0 因果論 - 音楽プロデューサー
- 2013年 劇場版ポケットモンスター ベストウイッシュ 神速のゲノセクト ミュウツー覚醒 - 音楽プロデューサー
- 2013年 ピカチュウとイーブイ☆フレンズ - 音楽プロデューサー
- 2013年 劇場版 あの日見た花の名前を僕達はまだ知らない。 - 音楽プロデューサー
- 2014年 ポケモン・ザ・ムービーXY 破壊の繭とディアンシー - 音楽プロデューサー
- 2014年 ピカチュウ、これなんのカギ? - 音楽プロデューサー
- 2015年 劇場版 PSYCHO-PASS サイコパス - 音楽プロデューサー
- 2015年 台風のノルダ - 音楽プロデューサー
- 2015年 ポケモン・ザ・ムービーXY 光輪の超魔神 フーパ - 音楽プロデューサー
- 2015年 ピカチュウとポケモンおんがくたい - 音楽プロデューサー
- 2015年 心が叫びたがってるんだ。 - 音楽協力
- 2015年 屍者の帝国 - 音楽プロデューサー
- 2015年 ハーモニー - 音楽プロデューサー
- 2016年 ポケモン・ザ・ムービーXY&Z ボルケニオンと機巧のマギアナ - 音楽プロデューサー
- 2016年 甲鉄城のカバネリ 総集編 {前編} 集う光／{後編} 燃える命 - 音楽プロデューサー
- 2017年 夜は短し歩けよ乙女 - 主題歌協力
- 2017年 劇場版ポケットモンスター キミにきめた! - 音楽プロデューサー
- 2018年 劇場版ポケットモンスター みんなの物語 - 音楽プロデューサー
- 2018年 僕のヒーローアカデミア THE MOVIE 〜2人の英雄〜 - 主題歌プロデューサー
- 2018年 ペンギン・ハイウェイ - 音楽プロデューサー、製作委員会
- 2018年 君の膵臓をたべたい - 主題歌協力
- 2019年 PSYCHO-PASS サイコパス Sinners of the System Case.1 罪と罰 - 音楽プロデューサー
- 2019年 劇場版シティーハンター 〈新宿プライベート・アイズ〉 - 音楽協力
- 2019年 PSYCHO-PASS サイコパス Sinners of the System Case.2 First Guardian - 音楽プロデューサー
- 2019年 PSYCHO-PASS サイコパス Sinners of the System Case.3 恩讐の彼方に＿＿ - 音楽プロデューサー
- 2019年 バースデー・ワンダーランド - 主題歌協力
- 2019年 甲鉄城のカバネリ 海門決戦 - 音楽プロデューサー
- 2019年 空の青さを知る人よ - スペシャルサンクス
- 2019年 僕のヒーローアカデミア THE MOVIE ヒーローズ:ライジング - 主題歌プロデューサー
- 2020年 PSYCHO-PASS サイコパス 3 FIRST INSPECTOR - 製作、音楽プロデューサー

### Webアニメ
- 2021年 夜の国 - 企画

### テレビドラマ
- 2010年 TAXMEN - プロデューサー
- 2010年 MUSICAL3 - プロデューサー
- 2010年 もやしもん - 音楽プロデューサー
- 2020年 ポリス×戦士 ラブパトリーナ! - 企画

### バラエティ番組
- 2009年 博士の異常な鼎談 - プロデューサー
- 2009年 松嶋×町山 未公開映画を観るTV - プロデューサー
- 2009年 バカヂカラ - プロデューサー
- 2011年 乃木坂って、どこ? - プロデューサー
- 2014年 武井壮しらべ 誰もやらなきゃオレがやる!! - プロデューサー
- 2015年 乃木坂工事中 - プロデューサー
- 2015年 欅って、書けない? - プロデューサー
- 2018年 ひらがな推し - プロデューサー
- 2018年 22/7 計算中 - プロデューサー
- 2019年 日向坂で会いましょう - プロデューサー
- 2020年 22/7 計算中 シーズン2 - プロデューサー
- 2020年 そこ曲がったら、櫻坂? - プロデューサー
- 2021年 22/7 検算中 - エグゼクティブプロデューサー
- 2024年 22/7 計算外 - エグゼクティブプロデューサー